# ビラスチン
ビラスチン（Bilastine）は、第二世代抗ヒスタミン薬でアレルギー性鼻結膜炎や蕁麻疹の治療に使われる。スペインのファエス・ファルマによって開発された。日本での商品名はビラノア（Bilanoa、登録商標日本第5756155号ほか）で、大鵬薬品工業がライセンスを得て生産している。世界では Bilaxten（登録商標日本第5277358号）。1日1回の服用で良いが、空腹時（食後2時間・食前1時間）に飲まないと、バイオアベイラビリティが低下し、本来の薬効が得られない。
日本の医薬品添付文書には、運転など危険を伴う機械の操作に対する注意書きが書かれていない。

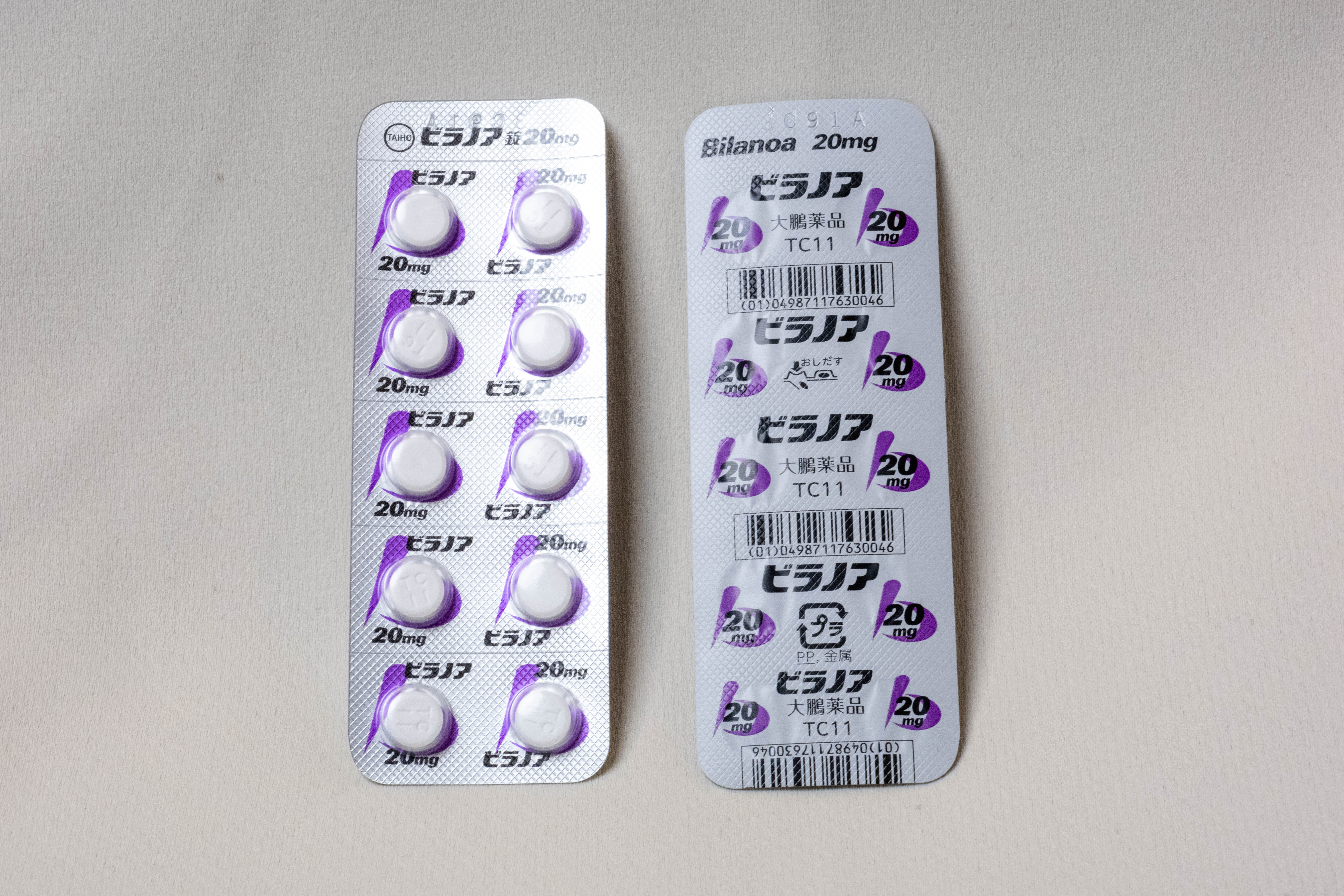
日本で流通しているビラノア錠 PTPシート

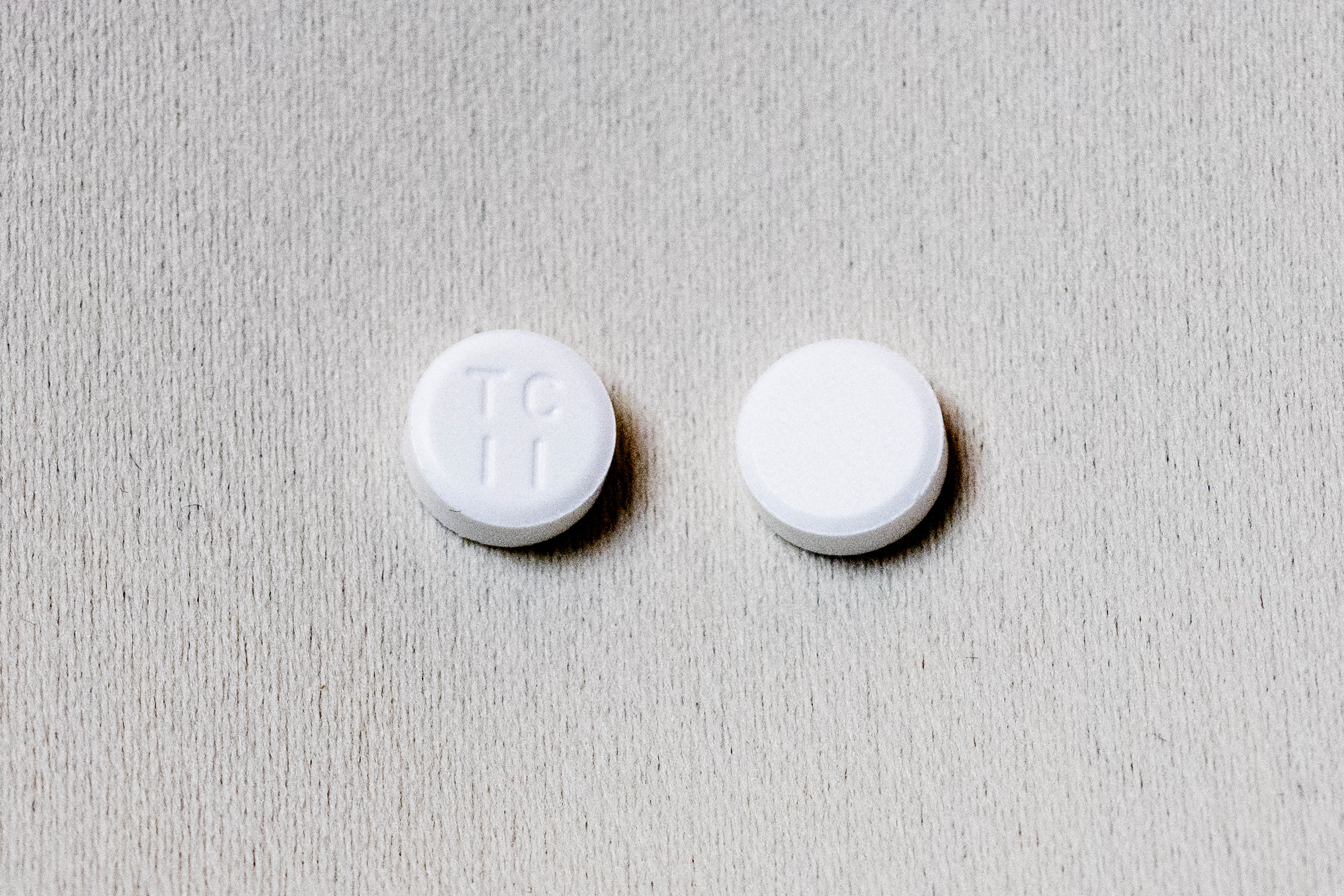
日本で流通しているビラノア錠

## 薬物動態

### 分布
分布容量は1.29L/kgで、半減期は10.54時間、血漿タンパク質結合は84-90%。

### 吸収と生体利用効率
ビラスチンは食べ物がない状態にて、最も迅速に吸収され、単剤か併用いずれも約1時間で、ピークの220 ng/mLの血中濃度に達する。高脂肪の朝食や、フルーツジュースによって吸収量は減少し、推定される全体的な利用効率は約60%となる。

### 代謝
ビラスチンは、血液脳関門を容易に通過しないし、肝臓によって代謝されない。96%が24時間以内に排泄される。